# Mount Woinarski
Mount Woinarski är ett berg i Antarktis. Det ligger i Östantarktis. Australien gör anspråk på området. Toppen på Mount Woinarski är 1 091 meter över havet.
Terrängen runt Mount Woinarski är platt åt nordost, men åt sydväst är den kuperad. Trakten är obefolkad. Det finns inga samhällen i närheten.